# Plestia galatea
Plestia galatea är en insektsart som beskrevs av Ronald Gordon Fennah 1950. Plestia galatea ingår i släktet Plestia och familjen Ricaniidae. Inga underarter finns listade i Catalogue of Life.